# Paracobitis acuticephala
Paracobitis acuticephala är en fiskart som beskrevs av Zhou och He, 1993. Paracobitis acuticephala ingår i släktet Paracobitis och familjen grönlingsfiskar. Inga underarter finns listade i Catalogue of Life.